# Đại hội Hội đồng Giám mục Việt Nam I
Đại hội lần thứ I của Hội đồng Giám mục Việt Nam là một đại hội được tổ chức bởi Hội đồng Giám mục Việt Nam, diễn ra từ ngày 24 tháng 4 đến 1 tháng 5 năm 1980 tại thủ đô Hà Nội. Đây được xem là Đại hội thành lập một Hội đồng Giám mục Việt Nam thống nhất trên toàn quốc. Với 33 đại biểu tham dự, Đại hội đã nhất trí bầu Hồng y Giuse Maria Trịnh Văn Căn làm Chủ tịch của Hội đồng Giám mục Việt Nam. Các giám mục tham dự Đại hội đã ra Thư chung 1980 cho tất cả các giáo dân người Việt sinh sống ở trong nước và hải ngoại. Kể từ đó, Hội đồng Giám mục Việt Nam tổ chức Đại hội toàn quốc 3 năm một lần. 

## Hoàn cảnh
Ngày 24 tháng 11 năm 1960, thông qua Sắc chỉ "Chư huynh đáng kính" (Venerabilium Nostroum), Giáo hoàng Gioan XXIII đã thiết lập "Hàng Giáo phẩm Công giáo Việt Nam" gồm 3 giáo tỉnh: Hà Nội, Huế, Sài Gòn. Ngày 8 tháng 12 năm 1960, sắc chỉ được công bố. Mặc dù bấy giờ vẫn còn nhiều Giám mục nước ngoài làm mục vụ tại Việt Nam, thế nhưng sắc chỉ này được xem là bước ngoặt để hình thành hội đồng các Giám mục điều hành hoạt động Giáo hội Công giáo tại Việt Nam.
Sau khi chiến tranh Việt Nam chấm dứt năm 1975, hoàn cảnh mới của nước Việt Nam đưa đến một nhu cầu mới cho Giáo hội Việt Nam và phù hợp với ước vọng chung của các giám mục Việt Nam đương thời. Mong muốn của họ là được thành lập Hội đồng Giám mục của nước Việt Nam thống nhất. Sự thành lập Hội đồng Giám mục Việt Nam đã bắt đầu được nhen nhóm từ năm 1976 trong dịp Tổng giám mục Giuse Maria Trịnh Như Khuê đi Roma nhận chức Hồng y trở về.

## Diễn biến Đại hội
Sau khi Hồng y Giuse Maria Trịnh Như Khuê qua đời đột ngột vào ngày 27 tháng 11 năm 1978, Giuse Maria Trịnh Văn Căn đương nhiên kế vị chức vụ Tổng giám mục Tổng giáo phận Hà Nội, Năm 1979, ông chính thức được Giáo hoàng Gioan Phaolô II vinh thăng Hồng y. Sau khi Hồng y Trịnh Văn Căn trở về, ông khẩn trương đàm thoại với chính quyền và Ban Tôn giáo Chính phủ Việt Nam để bàn thảo về sự hình thành một Hội đồng Giám mục Việt Nam thống nhất trên toàn quốc. Sau khi được Chủ tịch Hội đồng Bộ trưởng nước Cộng hòa xã hội chủ nghĩa Việt Nam Phạm Văn Đồng chấp thuận, ngày 3 tháng 1 năm 1980, Giuse Maria Trịnh Văn Căn đưa đơn chính thức xin phép chính quyền Việt Nam cho các giám mục Việt Nam được tập trung "Cấm phòng" ở Hà Nội để họp trù bị. Từ 24 tháng 4 đến 1 tháng 5 năm 1980, 33 giám mục trong cả nước về Hà Nội dự Đại hội thành lập Hội đồng Giám mục Việt Nam và nhất trí bầu chọn Giuse Maria Trịnh Văn Căn làm Chủ tịch đầu tiên của Hội đồng Giám mục Việt Nam.
Tại đại hội này, các Giám mục Việt Nam đã ra Thư chung đầu tiên (Thư chung 1980) cho tất cả các giáo dân người Việt sinh sống ở trong nước và hải ngoại. Trong thư, lần đầu tiên các Giám mục đã xác định đường hướng mục vụ mới của Giáo hội Việt Nam với hai điểm quan trọng: Hội Thánh vì loài người và Hội Thánh trong lòng dân tộc:
Là Hội Thánh trong lòng dân tộc Việt Nam, chúng ta quyết tâm gắn bó với vận mạng quê hương, noi theo truyền thống dân tộc hoà mình vào cuộc sống hiện tại của đất nước. Công Đồng dạy rằng "Hội Thánh phải đồng tiến với toàn thể nhân loại và cùng chia sẻ một số phận trần gian với thế giới" (MV 40,2). Vậy chúng ta phải đồng hành với dân tộc mình, cùng chia sẻ một cộng đồng sinh mạng với dân tộc mình, vì quê hương này là nơi chúng ta được Thiên Chúa mời gọi để sống làm con của Người, đất nước này là lòng mẹ cưu mang chúng ta trong quá trình thực hiện ơn gọi làm con Thiên Chúa, dân tộc này là cộng đồng mà Chúa trao cho chúng ta để phục vụ với tính cách vừa là công dân vừa là thành phần Dân Chúa.

## Nhân sự và lãnh đạo

### Ban Thường vụ
Đại hội đầu tiên của Hội đồng Giám mục Việt Nam đã bầu ra Ban Thường vụ của Hội đồng, có trách nhiệm đề ra chương trình nghị sự, bảo đảm tính liên tục trong các đường hướng mục vụ chung, giải quyết các vấn đề thông thường giữa các lần hội nghị và tổ chức việc bầu Ban Thường vụ nhiệm kỳ mới. Đại hội đã bầu 7 người trong Ban Thường vụ, bao gồm:
| Chức vụ         | Người nắm giữ                                                                        |
| --------------- | ------------------------------------------------------------------------------------ |
| Chủ tịch        | Giuse Maria Trịnh Văn Căn                                                            |
| Phó Chủ tịch    | Phaolô Nguyễn Văn Bình Philípphê Nguyễn Kim Điền                                     |
| Tổng thư ký     | Giuse Maria Nguyễn Tùng Cương                                                        |
| Phó Tổng thư ký | Phaolô Giuse Phạm Đình Tụng Phanxicô Xaviê Nguyễn Quang Sách Emmanuel Lê Phong Thuận |

### Uỷ ban Giám mục
Đại hội lần thứ I đã thành lập 3 Uỷ ban Giám mục và các Chủ tịch của 3 Uỷ ban này như sau:
| Uỷ ban                               | Chủ tịch                 |
| ------------------------------------ | ------------------------ |
| Uỷ ban Phụng tự                      | Gioan Baotixita Bùi Tuần |
| Uỷ ban Linh mục, tu sĩ và chủng sinh | Phaolô Huỳnh Đông Các    |
| Ủy ban Giáo dân                      | Giuse Phan Thế Hinh      |